# Гулинци (Грчка)
Гулинци (грч. Ροδώνας, Родонас) је насеље у Грчкој у општини Суровичево, периферија Западна Македонија. Према попису из 2021. било је 55 становника.
На попису из 1991. године Гулинци су имали 252 становника, потомака грчких избеглица из Турске.

## Становништво
| Година       | 1951 | 1961 | 1971 | 1981 | 1991 | 2001 | 2011 |
| ------------ | ---- | ---- | ---- | ---- | ---- | ---- | ---- |
| Становништво | 220  | 240  | 180  | 172  | 252  | 107  | 93   |